# Anolis chloris
Anolis chloris är en ödleart som beskrevs av  George Albert Boulenger 1898. Anolis chloris ingår i släktet anolisar, och familjen Polychrotidae. Inga underarter finns listade i Catalogue of Life.